# Станислав Черчесов
Станислав Саламович Черчесов (рус. Станислав Саламович Черчесов, осет. Черчесты Саламы фырт Станислав / Ĉerĉesty Salamy fyrt Stanislav; Алагир, 2. септембар 1963) руски је фудбалски тренер и бивши фудбалер који је играо на позицији голмана. Од августа 2016. до јула 2021. године је био селектор репрезентације Русије.

## Репрезентативна каријера
Черчесов је одиграо 8 утакмица за репрезентацију Совјетског Савеза, 2 утакмице за Заједница независних држава и 39 утакмица за фудбалску репрезентацију Русије у периоду од 1992. до 2000. године.
За репрезентацију Русије играо је на Светском првенству у фудбалу 1994. године у САД и на Европском првенству у фудбалу 1996. године у Енглеској.

## Тренерска каријера
У периоду од јануара до новембра 2004. године био је тренер ФК Куфстеин, а у периоду од новембра 2004. до маја 2006. године тренирао је ФК Вакер Инзбрук. У јуну 2008. године био је спортски директор Спартака из Москве, а од 19. јуна 2007. до 14. августа 2008. године тренер овог клуба.
Након одласка из московског Спартака, од јуна 2013. до 8. априла 2014. године тренирао је ФК Амкар Перм.
Од 9. априла 2014. године именован је за тренера ФК Динамо Москва, заменивши Дана Петрескуа. Клуб је напустио 13. јула 2015. године.
Од 6. октобра 2015. године водио је ФК Легија Варшава из Пољске.
Од августа 2016. године. Черчесов је именован за тренера фудбалске репрезентације Русије, потписавши уговор на 2 године. Након његовог доласка, репрезентација Русије је први пут прошла осмину финала Светског првенства у фудбалу, још од 1970. године, када је наступала као репрезентација Совјетског Савеза.

## Трофеји

### Као играч
Спартак Москва
- Првенство Совјетског Савеза: 1987, 1989
- Премијер лига Русије: 1992, 1993
- Совјетски куп: 1992

Вакер Инзбрук
- Бундеслига Аустрије: 1999/00, 2000/01, 2001/02

Индивидуални
- Најбољи голман Совјетског Савеза 1989. и 1990. године
- Најбољи голман Русије 1992. године

### Као тренер
Легија Варшава
- Екстракласа: 2015/16
- Куп Пољске: 2015/16